# SV Neufahrwasser
Der SV Neufahrwasser war ein Sportverein aus dem im heutigen Polen gelegenen Danzig-Neufahrwasser.

## Geschichte
Der Verein wurde 1919 gegründet und spielte innerhalb des Baltischen Rasen- und Wintersport-Verbandes im Kreis II Danzig. 1924/25, 1926/27 und 1928/29 wurde der SV Neufahrwasser Kreismeister in Danzig und durfte an der baltischen Fußballendrunde teilnehmen, war dort jedoch gegen die Vereine aus Königsberg und Stettin chancenlos. Spieler zu jener Zeit, die auch in der Danziger Städteelf zum Einsatz kamen, waren: Torwart Buhl, Läufer Böttcher, Mittelläufer Eike, Verteidiger Krönke und Linksaußen Schmidt. Durch den vierten Platz im Kreis Danzig in der Spielzeit 1932/33 verpasste der Verein die Qualifikation der zur kommenden Spielzeit eingeführten Gauliga Ostpreußen und wurde stattdessen in die zweitklassige Bezirksklasse IV Danzig-Marienwerder eingeordnet.
Der erste Aufstieg in die Gauliga Ostpreußen gelang, bedingt durch die Erweiterung der Liga von 14 auf 28 Mannschaften, zur Spielzeit 1935/36. Nachdem die Gauliga nach der Saison 1937/38 auf zehn Mannschaften verkleinert wurde und Neufahrwasser nur Letzter in der Staffel Danzig wurde, musste der Verein erneut in die Zweitklassigkeit. Der direkte Wiederaufstieg gelang zur Spielzeit 1939/40. Kriegsbedingt wurden die Danziger und westpreußischen Vereine ab 1940 dem neu gegründeten Sportgau Danzig-Westpreußen zugeordnet. Hier gelang dem nun SG Neufahrwasser genannten Verein 1942/43 die Gauligameisterschaft und die damit verbundene Qualifikation zur Teilnahme an der Endrunde um die deutsche Fußballmeisterschaft, in der Neufahrwasser jedoch bereits in der 1. Runde am VfB Königsberg scheiterte. Da Königsberg jedoch einen nicht spielberechtigten Akteur eingesetzt hatte, durfte der SVN im Viertelfinale wieder antreten, welches jedoch gegen den Dresdner SC mit 0:4 verloren ging.
Mit Ende des Zweiten Weltkrieges 1945 hörte der Verein auf zu existieren.

## Erfolge
- Danziger Fußballmeister: 1924/25, 1926/27, 1928/29, 1930/31
- Meister der Gauliga Danzig-Westpreußen: 1943